# Tandi Wright
Tandi Wright (ur. 4 maja 1970) – nowozelandzka aktorka filmowa i telewizyjna.

## Życiorys
Tandi Wright urodziła się w Zambii w Południowej Afryce, a później przeprowadziła się do Wellington w Nowej Zelandii, gdzie dorastała. Wright uczęszczała do Wellington High School oraz Victoria University of Wellington. Jej ojciec, Vernon Wright, był reporterem, a jej matka Dinah Priestley jest scenarzystką i aktorką. Wright ma dwie siostry, Nicky i Justine, a także przyrodnie siostry, Stephanie i Victorię. Jej mąż Michael Bera mieszka w Auckland. Ma córkę Olive.

## Kariera
W latach 1996–1999 Wright wystąpiła w roli pielęgniarki Caroline Buxton z nowozelandzkiej opery mydlanej Shortland Street. Wystąpiła również w innych serialach telewizyjnych i filmach, m.in. Power Rangers S.P.D., Pałac wagabundów, Nagle, Seven Periods with Mr Gormsby, The Lost Children, Czarna owca oraz Miecz prawdy.
W 2010 roku zagrała rolę Callie Ross, żonę głównego bohatera w serialu telewizyjnym To nie jest moje życie. Obecnie występuje w roli Catherine w serialu obyczajowym Nothing Trivial.

## Filmografia
| Rok       | Tytuł                         | Rola                         | Notatki                                |
| --------- | ----------------------------- | ---------------------------- | -------------------------------------- |
| 1996–1999 | Shortland Street              | Caroline Buxton              |                                        |
| 2000      | Xena: Wojownicza księżniczka  | Sarah / Sonata               | Odcinek: „Who's Gurkhan?"              |
| 2001      | Pałac wagabundów              | Penny Watts                  | 8 odcinków                             |
| 2001–2002 | Being Eve                     | Alannah Lush                 | 21 odcinków                            |
| 2003      | Willy Nilly                   | Joy                          | Serial telewizyjny                     |
| 2003      | Sylvia                        | kobieta na wykładzie Teda #2 |                                        |
| 2004      | Serial Killers                | Sally                        | 7 odcinków                             |
| 2004      | Not Only But Always           | Julie Andrews                | Film telewizyjny                       |
| 2005      | Power Rangers S.P.D.          | Aisynia Cruger               | 6 odcinków                             |
| 2005–2008 | Seven Periods with Mr Gormsby | Fenn Partington              | 14 odcinków                            |
| 2006      | The Lost Children             | Charlotte Melville           | Odcinek: „1.4” Odcinek: „1.5"          |
| 2006      | Maddigan's Quest              | matka Timona                 | Odcinek: „Hillfolk"                    |
| 2006      | Czarna owca                   | doktor Rush                  |                                        |
| 2006      | Nagle                         | Julie-Anne Bryson            |                                        |
| 2009      | Piece of My Heart             | Chloe Morton                 | Film telewizyjny                       |
| 2009      | Miecz prawdy                  | Mord'Sith Alina              | Odcinek: „Mirror” Odcinek: „Reckoning" |
| 2010      | Miecz prawdy                  | Alina                        | Odcinek: „Unbroken"                    |
| 2010      | Do diabła z kryminałem        | Mandy                        | Odcinek: „Let The Door Be Lock’d"      |
| 2010      | To nie jest moje życie        | Callie Ross                  | 11 odcinków                            |
| 2011      | Nothing Trivial               | Catherine                    | 26 odcinków                            |
| 2013      | Jack pogromca olbrzymów       | Królowa                      |                                        |